# Vladimir Stojčev
Vladimir Dimitrov Stojčev (bug. Владимир Стойчев, Sarajevo, 24. ožujka ili veljače  1892.[j. k.] – Sofija, 27. travnja 1990.) bio je bugarski časnik, vojni, politički i športski djelatnik.

## Životopis
Vladimir Stojčev sin je Elene Petrovič, kćeri Sarajevskog kmeta i Dimitra Stojčeva, ađutanta kneza Aleksandra Battenberga. Izvori navode dva mjesta rođenja, Sarajevo i Sofiju, kao i više različitih datuma, a vjerojatni su 24. ožujka ili veljače 1892. godine (po julijanskom kalendaru). Obitelj 1893. godine seli u Sofiju. Kad je imao 11 godina, umire mu otac i majka ga šalje svojoj rođakinji u Beč, čiji je suprug Arthur von Pongracz konjički časnik. Ujak ga upisuje na uglednu Terezijansku vojnu akademiju koja je školovala aristokratske sinove pripremajući ih za diplomate, visoke dužnosnike ili vojnike. Za sedam godina na akademiji Stojčev je naučio njemački, engleski i francuski jezik, a služio se i starogrčkim. Isticao se i u športu: prvak je u hrvanju klasičnim stilom, među boljim je bokserima u svojoj kategoriji, vrhunski je jahač, a bavio se i mačevanjem, gimnastikom, tenisom i klizanjem.

### Vojna i politička karijera
Nakon školovanja u Beču vraća se u Bugarsku i upisuje Vojnu školu u Sofiji. Zbog Prvog balkanskog rata prekida školovanje, dobrovoljno se javlja i kao junker 1. konjičke pukovnije sudjeluje u borbi. Iako ranjen, nije napustio položaj i za to je nagrađen vojnim ordenom za hrabrost 4. stupnja. Sudjelovao je i u Drugom balkanskom ratu protiv Srbije, Grčke i Crne Gore. Nakon ratova upisuje i završava viši kurs Vojne škole i dobiva čin potporučnika.
U Prvom svjetskom ratu kao komandir voda 8. konjičke pukovnije sudjeluje u odbrani Egejske obale i dobiva čin poručnika. Ujesen 1915. godine premješten je u Gardijsku konjičku pukovniju (Лейбгвардейски конен полк) u Sofiji i postaje instruktor jahanja u Vojnoj školi. Kapetan postaje 1919. godine.
Završava Vojnu akademiju 1929. godine i dobiva čin majora. Generalštabnu akademiju završio je 1930. godine, a sljedeće godine imenovan je vojnim atašeom u Parizu i Londonu. Nakon uspješne diplomatske misije postaje potpukovnik.
Načelnikom Konjičke škole u Sofiji imenovan je 1934. godine. Iste godine kao član političke grupe "Zveno" (звено - veza, spona; grupa) sudjeluje u Devetnaestosvibanjskom prevratu (Деветнадесетомайският преврат) i dobiva visoke dužnosti: komandu Druge konjičke pukovnije, načelnika štaba konjičke inspekcije i pomoćnika direktora uzgajališta konja u Božurištu. Nakon sloma prevrata 1935. godine Stojčev je demobiliziran zbog antimonarhističkog djelovanja, nekoliko puta je hapšen i interniran u Malko Trnovo.
U Domovinsku frontu, koja je osnovana 1942. godine, stupili su mnogi članovi grupe "Zveno". Domovinska fronta je 9. rujna 1944. godine organizirala prevrat kojim je promijenjena bugarska politika, te je Bugarska nastavila rat na strani Saveznika. Stojčev je u rujnu dobio čin pukovnika i general-majora i imenovan načelnikom Sofijskog garnizona. Postaje član Biroa Nacionalnog saveza Domovinske fronte i pristupa Bugarskoj komunističkoj partiji.
Zapovijedao je Prvom armijom u Stracinsko–Kumanovskoj operaciji u listopadu i studenome, istovremeno s još trima operacijama u kojima su sudjelovale bugarske armije (Niška, Kosovska i Bregalničko–Strumička operacija), kojom prilikom je oslobođeno Skoplje.
Stojčev je imenovan zapovjednikom Prve bugarske armije koja je osnovana krajem studenoga 1944. godine i dobiva čin general-potpukovnika. Prva bugarska armija u sastavu Treće ukrajinske fronte Maršala Tolbuhina djelovala je u završnim operacijama Drugog svjetskoga rata na području Vojvodine, Mađarske i Austrije. Stojčev je 8. svibnja 1945. godine u Klagenfurtu s britanskim zapovjednikom Petog korpusa Osme britanske armije Charlesom Keightleyjem potpisao demarkacijski sporazum.
Jedini je strani general koji je pozvan na paradu pobjede u Moskvi 24. lipnja 1945. godine i na njoj je sudjelovao u mimohodu.
Po svršetku Drugoga svjetskog rata obnaša dužnost političkog predstavnika Bugarske u Washingtonu i u Ujedinjenim narodima od 1945. do 1947. godine.
Između 1949. i 1990. godine bio je narodni predstavnik u Bugarskome saboru (Народно събрание) u devet uzastopnih mandata (28. – 35.).

## Šport
Iako se Stojčev počeo baviti raznim športovima još za vrijeme školovanja u Beču, svoje najveće uspjehe postigao je u konjičkom športu između dvaju svjetskih ratova. Sudjelovao je na oko 200 natjecanja i osvojio oko 200 nagrada. Među njima je najistaknutija "Majstor jahanja" iz Luzerna 1927. godine. Bugarsku je u konjičkom športu predstavljao na dvjema Olimpijskim igrama, 1924. u Parizu i 1928. godine u Amsterdamu.
Poslije Drugog svjetskog rata obnaša mnoge športske dužnosti. Postao je predsjednik Vrhovnog komiteta za fizičku kulturu i šport 1947. godine. Predsjednik Bugarskog olimpijskog komiteta je od 1952. do 1982. godine, a član Međunarodnog olimpijskog komiteta bio je od 1952. do 1987. godine, nakon čega je postao počasni predsjednik.

## Odličja i priznanja
- Stojčev je za vojne zasluge dobio mnogobrojna visoka bugarska i međunarodna odličja.[9]
- Pored glavnog ulaza Ministrastva mladeži i športa 2014. godine predjednik Bugarske otkrio je spomenik Vladimiru Stojčevu.[10]
- U ruskom gradu Žukovu je 2017. godine nazvana ulica po Vladimiru Stojčevu i postavljena spomen-ploča.[11]
- Bugarska pošta je 2017. godine objavila marku s likom Vladimira Stojčeva povodom 125. obljetnice njegovog rođenja.[12] Marka se izbacuje iz optjecaja 2021. godine.[13]

## Napomene
1. 1 2  Prva armija i Prva bugarska armija ne predstavljaju istu postrojbu: Prva bugarska armija postojala je samo od studenoga 1944. do srpnja 1945. godine. Prva armija je u sklopu oružanih snaga Bugarske, i u razdoblju od rujna 1912. do rujna 1944. godine (Bugarsko Carstvo), a zatim i njenih sljednica od prevrata u rujnu 1944. godine (Narodna republika Bugarska do 1990. i Republika Bugarska od 1991.godine). Obje su armije djelovale u operacijama Treće ukrajinske fronte i Stojčev je zapovijedao objema.

### Ostali izvori
- Dobromir Pelov, Генерал Владимир Стойчев- Зад ореола на легендата (General Vladimir Stojčev – Iza aureole legende), članak na stranici informacijskog centra Ministarstva odbrane Bugarske, www.armymedia.bg  Arhivirana inačica izvorne stranice od 10. ožujka 2021. (Wayback Machine) (bug.) (objavljeno: 2. prosinca 2016., pristupljeno: 1. prosinca 2020.)
- Životopis Vladimira stojčeva na stranici Saveza vojnih veterana Bugarske, www.svv-bg.com (bug.) (pristupljeno: 1. prosinca 2020.)
- Arhivirana stranica www.militarymuseum.bg – rođenja u kalendaru Vojnog muzeja za mjesec ožujak (bug.) (pristupljeno: 1. prosinca 2020.)
- Vladimir Stojčev u popisu dužnosnika pri MOK-u na stranici BOK-a, www.bgolympic.org  Arhivirana inačica izvorne stranice od 5. prosinca 2020. (Wayback Machine) (bug.) (pristupljeno: 1. prosinca 2020.)
- Georgi Jordanov: Нашият генерал - прославен командир и виден патриот (Naš general – proslavljeni zapovjednik i istaknuti domoljub), članak na stranici epicenter.bg (bug.) (objavljeno: 23. travnja 2019., pristupljeno: 1. prosinca 2020.)